# Micrelenchus rufozona
Micrelenchus refozona es una especie de molusco gasterópodo de la familia Trochidae. 

## Distribución geográfica
Se encuentra en la Isla Norte de Nueva Zelanda.